# Група армија Ф
Штаб Армијске групе Ф формиран је 12. августа 1943. у XIII немачком војном округу. Овај штаб преузео је команду над трупама југоистока, тако да је командант Армијске групе Ф имао и звање Команданта Југоистока. На његово чело је постављен фелдмаршал Максимилијан фон Вајхс. Седиште штаба Армијске групе Ф од 26. августа 1943. до 4. октобра 1944. било је у Београду. Штабу Армијске групе Ф потчињене су Друга оклопна армија у Југославији и Албанији, и Група армија Е у Грчкој. Како територија Србије није била покривена јединицама немачке армије, повременим борбеним операцијама на њеној територији командовао је административни део штаба Команде Југоистока под командом Војноуправног команданта Југоистока, генерала Фелбера.
Кад су у септембру снаге југоистока биле принуђене да се супротставе продору Црвене армије из Бугарске у Србију, под команду генерала Фелбера доведене су четири дивизије из састава Армијске групе Е и Друге оклопне армије. Ова привремена формација носила је назив Армијска група Србија и функционисала је од 26. септембра до 27. октобра 1944.
У децембру 1944. штаб Друге оклопне армије у тактичком погледу потчињен је Армијској групи Југ и пребачен у јужну Мађарску ради командовања снагама које су спречавале продор Црвене армије преко Дунава. Под командом Армијске групе Ф остала је Армијске групе Е. Штаб Армијске групе Ф расформиран је 25. марта 1945, чиме је штаб Армијске групе Е поново преузео улогу Команде Југоистока.